# Koilodepas frutescens
Koilodepas frutescens là một loài thực vật có hoa trong họ Đại kích. Loài này được (Blume) Airy Shaw mô tả khoa học đầu tiên năm 1960.